# Naie Tsait
Naie Tsait (deutsch Die neue Zeit) war eine jiddische Zeitung in Kiew von 1917 bis 1919.
Sie war Organ der Vereinigten Jüdischen Sozialistischen Arbeiterpartei und erschien erstmals im September 1917 als Nachfolgerin von Der jidischer proletarier.
Im Mai 1919 erschien die letzte Ausgabe.
Nachfolgerin war die Komunistische fon.